# ونکی ویلکیه
ونکی ویلکیه (به لاتین: Łęki Wielkie) یک روستا در لهستان است که در گمینا کامینگتس واقع شده‌است. ونکی ویلکیه ۲۹۴ نفر جمعیت دارد.